# Catalina Primo
Catalina Julia Primo (Río Tercero, Córdoba, Argentina; 19 de mayo de 2000) es una futbolista argentina. Juega como delantera en Talleres de la Primera División A de Argentina.
Formó parte de la Selección Sub-20 y la Selección Argentina de Fútbol.

## Trayectoria

### Inicios
Primo comenzó sus pasos en el fútbol a los 5 años en el club Sportivo 9 de Julio de su ciudad natal de Río Tercero. Jugó por primera vez en un club de fútbol femenino a los 12 años, en el Libertad de Hernando.

### Liga Cordobesa de Fútbol
Más tarde, se mudó a la ciudad de Córdoba y tuvo un breve paso por el club Instituto en 2015. Cursa parte del secundario en el Instituto Secundario Integral Modelo ISIM donde juega al fútbol y gracias a su participación descollante en equipo del ISIM sale subcampeón en los juegos de Primavera del Pío. Tuvo paso en la Liga Cordobesa de Fútbol con Racing (2016-2018) y Talleres (2018-2020).

### UAI Urquiza
Primo firmó su primer contrato profesional en 2020 con el UAI Urquiza de la Primera División de Argentina.

### River Plate
El 6 de enero de 2023 se hace oficial su llega al conjunto de Núñez hasta diciembre de 2024.

### Real Brasília Futebol Clube
Jugó un semestre en el fútbol brasileño, defendiendo la camiseta del Real Brasília Futebol Clube.

### Regreso a Talleres
Volvió a vestir los colores de Las Matadoras en julio de 2025.

## Selección nacional
Su primera convocatoria nacional ocurrió en 2017 para unirse a la selección sub-20 de Argentina. Disputó el Campeonato Sudamericano Sub-20 en 2018 y 2020, pero en ambos torneos el seleccionado con logró pasar la fase de grupos. En marzo de 2022 fue convocada por primera vez al seleccionado mayor.

## Estadísticas

### Clubes
| Club          | País      | Año           |
| ------------- | --------- | ------------- |
| Racing (C)    | Argentina | 2016-2018     |
| Talleres      | Argentina | 2018-2020     |
| UAI Urquiza   | Argentina | 2020-2022     |
| River Plate   | Argentina | 2023-2024     |
| Real Brasília | Brasil    | 2025          |
| Talleres      | Argentina | 2025-presente |